# Sankt Stefan im Gailtal
Sankt Stefan im Gailtal är en kommun  i Österrike. Den ligger i distriktet Hermagor i förbundslandet Kärnten, i den centrala delen av landet, 280 km sydväst om huvudstaden Wien. Kommunen gränsar i söder mot Italien. Kommunens administration ligger i Schmölzing.
Kommunen består av 20 orter (Ortschaften) (inom parentes invånarantal 1 januari 2024):

- Bach (60)
- Bichlhof (18)
- Bodenhof (5)
- Dragantschach (55)
- Edling (80)
- Hadersdorf (77)
- Karnitzen (55)
- Köstendorf (192)
- Latschach (18)
- Matschiedl (104)
- Nieselach (7)
- Pölland (7)
- Pörtschach (29)
- St. Paul an der Gail (93)
- St. Stefan an der Gail (113)
- Schinzengraben (11)
- Schmölzing (98)
- Sussawitsch (119)
- Tratten (72)
- Vorderberg (341)